# Tellervo coalescens
Tellervo coalescens är en fjärilsart som beskrevs av Rothschild 1915. Tellervo coalescens ingår i släktet Tellervo och familjen praktfjärilar. Inga underarter finns listade i Catalogue of Life.